# 김대종
김대종(1980년 11월 28일 ~ )은 대한민국의 배우이다. 2005년 뮤지컬 '암살자들'로 데뷔했다.

## 학력
- 한국예술종합학교 연극원 연기과

## 출연작

### 영화
- 《강남 1970》 (2015년) - 병삼 역
- 《광식이 동생 광태》 (2005년) - 동아리 남 2 역

### 드라마
- 《오 마이 금비》 (2016년, KBS2) - 김우현 역
- 《장영실》 (2016년, KBS1) - 김학주 역[3]

### 뮤지컬
- 《위대한 캣츠비 RE:BOOT》 (2015년) - 부르독 역[4]
- 《유린타운》 (2015년) - 록스탁 역
- 《52blue》 (2015년)
- 《프랑켄슈타인》 (2014년) - 룽게 역
- 《디셈버》 (2013년) - 성태 역
- 《트라이앵글》 (2013년) - 경민 역
- 《두 도시 이야기》 (2013년) - 존 바사드 역
- 《벽을 뚫는 남자》 (2012년) - 부장 / 검사 / 죄수 역
- 《전국노래자랑》 (2012년) - 진수 역
- 《풍월주》 (2012년) - 운장어른 역
- 《폴링 포 이브》 (2011년) - 남자 하나님 역
- 《스팸어랏》 (2010년) - 베데베르 경 역
- 《사이드미러》 (2010년)
- 《웨잇포유》 (2010년) - 빌리 역
- 《영웅을 기다리며》 (2010년) - 이순신 역
- 《어쌔신》 (2009년) - 찰리 귀토 역
- 《스펠링비》 (2007년) - 더글라스 팬치 역
- 《그리스》 (2005년) - 빈스폰테인 역
- 《Assassins》 (2005년) - 앙상블 역

### 연극
- 《비너스 인 퍼》 (2019년) - 토마스 역
- 《흑흑흑 희희희》(2016년)
- 《날 보러와요》 (2016년) - 박형사 역
- 《춘천 거기》 (2015년) - 병태 역
- 《두결한장》 (2014년) - 왕언니 역
- 《광해 왕이 된 남자》 (2013년) - 허균 역
- 《밀당의 탄생》 (2011년) - 해명왕자 역
- 《아트》 (2010년) - 덕수 역
- 《날 보러와요》 (2009년) - 박형사 역
- 《마라, 사드》 (2009년) - 루로 역
- 《모범생들》 (2009년)
- 《노이즈 오프》 (2007년) - 무대감독 역